# Stade du Colonel Lotfi
Le stade du Colonel Lotfi (en arabe : ملعب العقيد لطفي) est un stade de football, situé dans la ville de Tlemcen en Algérie.

## Histoire
le stade a été inauguré le 30 décembre 1977  et porte le nom d'un des dirigeants nationalistes algériens mort durant la guerre d'Algérie : colonel Lotfi. 
D'une capacité de 20 000 places, le complexe accueille depuis la saison 1977-1978 toutes les rencontres du WA Tlemcen. 
Équipé, tout à bord d'une pelouse synthétique, il a été gazonné dans les années 1980 et accueillera plusieurs matchs de l'équipe d'Algérie jusqu'au début des années 1990.
Fermé en 2003, il sera rénové et rouvert en 2008, avant d’être équipé à nouveau d'une pelouse synthétique de 3e génération inaugurée le 19 janvier 2018
| Date            | Adversaire    | Score | Comp     | Buteurs algériens                        |
| 26 juillet 1989 | Qatar         | 1 - 1 | A        | Adghigh 87e                              |
| 9 octobre 1992  | Burundi       | 3 - 1 | Elim.CM  | Tasfaout 40e 87e, Meziane 70e            |
| 26 février 1993 | Ghana         | 2 - 1 | Elim.CM  | Brahimi 58e 83e                          |
| 16 avril 1993   | Côte d'Ivoire | 1 - 1 | Elim.CM  | Tasfaout 28e                             |
| 23 avril 1993   | Togo          | 4 - 0 | Elim.CAN | Tasfaout 34e 43e, Brahimi 72e, Zekri 84e |
| 25 juillet 1993 | Sénégal       | 4 - 0 | Elim.CAN | Tasfaout 3e 62e 76e, Zekri 32e           |